# United Fruit Company
Công ty Trái cây Hoa Kỳ là một công ty của Mỹ buôn bán trái cây nhiệt đới (chủ yếu là chuối), trồng ở các đồn điền ở Trung và Nam Mỹ và bán ở Hoa Kỳ và Châu Âu. Công ty được thành lập vào năm 1899, từ việc sáp nhập các mối quan tâm về kinh doanh chuối của Minor C. Keith với Công ty Trái cây Boston của Andrew W. Preston. Nó phát triển mạnh vào giữa đầu thế kỷ 20, nó kiểm soát các vùng đất rộng lớn và các hệ thống giao thông ở Trung Mỹ, bờ biển Caribê của Colombia, Ecuador và Tây Ấn. Mặc dù đã cạnh tranh với Standard Fruit Company (sau đó là Dole Food Company) để có được sự thống trị trong thương mại chuối quốc tế nhưng nó vẫn duy trì độc quyền ảo ở một số khu vực, một số được gọi là các nước cộng hòa chuối, như Costa Rica, Honduras và Guatemala. United Fruit đã có một tác động sâu sắc và lâu dài đối với sự phát triển kinh tế và chính trị của một số quốc gia Mỹ Latinh. Các nhà phê bình thường cáo buộc nó là thực hiện sự bóc lột của chủ nghĩa thực dân mới, và mô tả nó như một ví dụ điển hình về ảnh hưởng của một tập đoàn đa quốc gia đối với chính trị nội bộ của các nền cộng hòa chuối. Sau một thời gian suy giảm về tài chính, United Fruit được sáp nhập với AMK của Eli M. Black vào năm 1970, để trở thành United Brands Company. Năm 1984, Carl Lindner, Jr. đã biến United Brands thành Chiquita Brands International ngày nay.